# Stryfe
Stryfe est un super-vilain évoluant dans l'univers Marvel de la maison d'édition Marvel Comics. Créé par la scénariste Louise Simonson et le dessinateur Rob Liefeld, le personnage de fiction apparaît pour la première fois dans le comic book The New Mutants #86 en février 1990.

## Biographie du personnage

### Origines
Pour comprendre le personnage, il faut le lier à Cable. En effet, lorsque Askani emmène Nathan Christopher Summers dans le futur pour le sauver du technovirus qui le tue peu à peu, elle et son clan décident de cloner ce dernier au cas où il mourrait. L'enfant est donc le clone génétique de Cable. 
Lors d'une attaque contre la résistance Askani, les forces d'Apocalypse capturèrent le clone de l'enfant et l'éduquèrent eux-mêmes pour en faire une arme redoutable, censée devenir le nouveau corps de l'essence d'Apocalypse. Ce dernier le baptisa Stryfe. Mais il découvrit qu'il n'était qu'un clone, inapte à recevoir son essence.
Il resta donc pupille du lieutenant Ch'vayre. À la chute d'Apocalypse, Stryfe (portant une armure qui cache son visage) et les néo-Canaanéens prirent le pouvoir.

### L'essor de Stryfe
Stryfe devint un adulte psychotique assoiffé de vengeance contre ses parents et son terrible père adoptif. À cette période (vers 3790 JC, alternative), il lutta contre le Clan de Cable, tua sa femme Jenskot, et lobotomisa son jeune fils Tyler.
En 3806 JC, les néo-Canaanéens dominèrent la planète. Cable retourna dans le temps pour empêcher cette réalité. Stryfe voyagea aussi dans le passé, arrivant dans le présent de la réalité 616. Il forma le Front de libération mutant avec la mutante Tamara Kurtz. Il envoya les terroristes capturer les jeunes Skids et Rusty Collins, puis affronta Cable et ses Nouveaux Mutants qui l'empêchèrent d'empoisonner les eaux des grandes villes.
Il affronta aussi le Six Pack et Facteur-X.

### Le Chant du Bourreau
Stryfe se servit de son apparence identique à Cable pour semer la confusion dans les rangs des X-Men et tirer sur le Professeur Xavier pendant un discours public. C'est bien sûr Cable qui fut accusé et pourchassé.
Dans les derniers chapitres de cette saga, Stryfe battit les Dark riders et se confronta à Apocalypse sur sa base lunaire. Il parvint presque à le tuer et devint le chef des Riders.
Finalement, il donna à Mister Sinistre un tube piégé. Mister Sinistre l'ouvrit pensant qu'il s'agissait de matériel génétique lié aux Summers, mais il s'agissait en fait du terrible Virus Legacy.
Le corps de Stryfe fut détruit dans un rift temporel, mais sa conscience s'abrita secrètement dans le cerveau de Cable pendant un temps. Il chercha par la suite à prendre possession du corps de Warpath mais son projet échoua.

### Renaissance
D'une manière inconnue, il revint à la vie et s'empara de la Latvérie grâce aux Dark Riders. Il fut finalement battu par Nate Grey (X-Man).
Plus tard, il pourchassa Lady Deathstrike qui possédait des codes d'activation de Sentinelles, et fut repoussé par les X-Men. Il s'échappa en se téléportant.
Des mois après, il pourchassa Bishop, alors infecté par une entité qu'il comptait libérer dans l'Univers. Mais il regretta certains choix passés et il libéra Bishop puis se sacrifia pour sauver la Terre.

### Messiah War
On revit Stryfe dans ce crossover de 2009. Il est accompagné dans le futur de Bishop, afin de tuer Hope, le premier enfant mutant depuis les événements de House of M.

## Pouvoirs et capacités
En tant que clone génétique de Cable, Stryfe possède les mêmes pouvoirs mutants de télépathie et de télékinésie que Cable, mais sans les limites dues au technovirus. C'est par ailleurs un guerrier entrainé et un bon stratège.
- Stryfe a eu recours à certaines expériences cybernétiques pour augmenter ses attributs physiques, lui donnant alors une force et une endurance surhumaines.
- Il porte une armure faite dans un métal inconnu et très résistant. L'armure est équipée de lames assez tranchantes pour blesser Apocalypse.
- Il a aussi utilisé un armement de haute technologie issu d'une technologie future, par exemple un générateur de champ de force.